# Hunfalva
Hunfalva (szlovákul: Huncovce, németül: Hunsdorf, latinul Villa Canis) község Szlovákiában, az Eperjesi kerületben, a Késmárki járásban.

## Fekvése
Késmárktól 5 km-re délnyugatra, a Poprád jobb partján fekszik, a 67-es út mentén.

## Nevének eredete
Nevét onnan kapta, hogy a hagyomány szerint itt győzték le a hunok 441-ben a Marcinus és Tetricus vezette római sereget. Egy időben „villa Canis” (1308), vagyis Kutyafalva is volt a neve, ami arra utal, hogy lakói királyi vadászkutya tenyésztők voltak, így lehet, hogy neve is inkább a német hundsdorf (= kutyafalva) elnevezésből való.

## Története
Területe ősidők óta lakott, határában a laténi és a puhói kultúra településének maradványait találták meg.
A hagyomány szerint itt győzték le a hunok 441-ben Marcinus és Tetricus római seregét. A falut szászok alapították a 12. században. Román-gótikus Szent Kereszt templomát 1225-ben a keresztesek építették. 1257-ben „Supch” néven említik először, de az idők folyamán  többször is változott a neve. 1268-ban „villa Poloni”, 1298-ban „Zopczfolua”, 1308-ban „villa Canis”, 1336-ban „Hunsdorf”, 1345-ben „Sepchfalua”, 1346-ban „Chepanfalua”, 1383-ban „Stekchfalua”, 1471-ben „Stepkfalva” néven szerepel az írott forrásokban. A Berzeviczy és az Okolicsányi családok birtoka volt. 1787-ben 129 házában 1661 lakos élt. A 18. század végétől rabbiképző iskola működött itt.
A 18. század végén Vályi András így ír róla: „HUNSZDORF. Hunnis villa, vel Villa Canis. Német helység Szepes Várm. földes Urai több Urak, ’s Okolitsányi Uraság, lakosai katolikusok, fekszik Kézsmárkhoz 3/4 mértföldnyire, ’s az Uraságnak Kastéllyával szépíttetik. Nevezetesíti e’ helyet a’ Hunnusoknak, és Romaiaknak 441dik esztendőbéli kemény viadallyok, és véres ütközettyek. Határja, homokos, köves, és forrásos, nagy része szánto földgyeinek mivel meszsze vannak, ritkán trágyáztatnak, ’s többnyire tavaszi veteményt termenek; piatzozása Kézsmárkon hasznos, legelője, ’s fája is elegendő.”
1828-ban már 300 háza volt 2148 lakossal. A 19. század elején jelentősnek számított zsidó lakossága. Lakói mezőgazdasággal, tutajozással, kézművességgel és kereskedelemmel foglalkoztak. 1945-ig szeszfőzdéje is működött.
Fényes Elek 1851-ben kiadott geográfiai szótárában így ír a faluról: „Hunsdorf, (Hunisvilla), nagy német falu, Szepes vármegyében, a Poprád jobb partján, ut. p. Késmárkhoz délre 1/2 órányira: 546 kath., 674 evang., 928 zsidó lak. Kath. és evang. parochia. Synagóga. Lakosai földmivelésből, lentermesztésből, gyolcs-csinálásból, kereskedésből élősködnek. F. u. Okolicsányi, Teőke, Szepesházy, Szirmay, Matyasovszky. A helység régiségét mutatja egy torony, melly kúpalakban meredeken és csúcsokon van felépitve, s hegyiben kereszt helyett vastyukot láthatni. Mi összeköttetése volt hajdan a hunsdorfi tyuknak a lomniczi kakassal, meghatározni nem lehet. Hunsdorf nevét vette a hunusoktól, kik itt 441-ben a romaiakkal megütköztek, s Macrin és Tetricus romai hadvezérek el is estek. Ennélfogva a parasztok gyakran ásnak a szántóföldeken olly fegyvereket, millyenekkel a hunok éltek. Nem régen pedig egy pincze ásása alkalmával egész ember-csontvázakat, romai pénzeket, hamvedreket, s azokban könyüvegeket épségben találtak.”
A trianoni diktátumig Szepes vármegye Késmárki járásához tartozott.
Egykori népes zsidó közösségéből mára csak a zsinagóga maradt fenn. A háború után német lakosságát erőszakkal kitelepítették, helyükre a környező falvakból szlovákok költöztek.

## Népessége
| Év:            | 1994. | 2004.    | 2014.    | 2024.   |
| -------------- | ----- | -------- | -------- | ------- |
| Emberek száma: | 1939  | 2396     | 3014     | 3209    |
| Eltérés:       |       | +23,56 % | +25,79 % | +6,46 % |

| Év:            | 2023. | 2024.   |
| -------------- | ----- | ------- |
| Emberek száma: | 3162  | 3209    |
| Eltérés:       |       | +1,48 % |

1910-ben 1265-en, többségében németek lakták, jelentős magyar és szlovák kisebbséggel.
2001-ben 2272 lakosából 1822 szlovák és 433 cigány volt.
2011-ben 2926 lakosából 2343 szlovák és 137 cigány.

## Nevezetességei
- Szent Kereszt plébániatemplomát 1225-ben a keresztesek építették, ebből csak a torony maradt meg. A templomot a 14. és 15. században gótikus stílusban építették át.
- Evangélikus temploma 1859-ben épült késő klasszicista stílusban.
- Barokk kápolnája 1814-ben épült.
- Zsinagógája 1821-ben épült, Landherr András építész tervei alapján.[5]
- A faluban több 18. századi nemesi kúria is áll.

## Neves személyek
- Itt született 1704-ben Székely Sámuel császári gyalogezredbeli kapitány, történeti forrásgyűjtő.
- Itt született Frankl Izsák nagykárolyi rabbi.
- Itt született 1801-ben Billitzer Izsák nagyidai rabbi.
- Itt született 1836-ban Schnitzer Ármin, Komárom híres főrabbija, iskolaigazgató, az Országos Rabbi Egyesület elnöke.
- Itt született 1936-ban Bethlenfalvy Géza egyetemi tanár az ELTE Belső-Ázsia tanszékén.
- Itt élt Bethlenfalvy Ernő (1879-1955) zoológus, természetvédő.
- Itt nyugszik Nitsch Andor (1883-1976) földbirtokos, csehszlovákiai politikus, a Szepesnémet Párt (Cipszernémet Párt), illetve az Országos Keresztényszocialista Párt képviselője a Csehszlovák Nemzetgyűlésben.